# 에리히 펠기벨
프리츠 에리히 펠기벨 (Fritz Erich Fellgiebel, 1886년 10월 4일, 푀펠비츠 ~ 1944년 9월 4일, 베를린) 은 독일의 육군 장교로, 나치의 독재자 아돌프 히틀러를 암살하기 위한 음모 7월 20일 음모의 공모자이다.
펠기벨은 1886년, 슐레지엔 주, 브레슬라우 근처의 푀펠비츠 (Pöpelwitz)에서 태어났다. 1905년, 사관후보생으로 프로이센 육군 (Königlich Preußische Armee)의 전신대대에 입영하였다. 제1차 세계 대전 중에는 참모장으로 일하였으며, 전후에는 베를린에서 참모 장교로 일하였다. 고급 장교 교육 과정을 수료하고 1928년, 소령으로 승진하였다.
펠기벨은 1933년, 중령으로 승진하였고, 이듬해 대령으로 승진하였다. 1938년, 소장으로 승진해, 육군 통신 부대의 수장 및 독일 국방군 최고 사령부 (Oberkommando der Wehrmacht) 통신 부문의 책임자가 되었다. 1940년, 통신병 대장 (General der Nachrichtentruppe)으로 승진하였고, 육군 참모장 루트비히 베크 상급 대장과 그의 후임 프란츠 할더 상급 대장이 펠기벨을 국방군의 반 (反) 나치 세력으로 끌어들였다. 히틀러는, 그의 전문적 지식을 평가하고 있었으며, 동프로이센의 총통 본부 볼프스샨체 (Wolfsschanze)의 통신 부문 책임자로 근무하고 있었다. 1944년 7월 20일, 발키리 작전에 가담해 볼프스샨체의 통신회선 절단을 시도하였고, 암살이 미수로 끝나고 히틀러의 생존을 확인하면서, 전화로 베를린의 보충대 사령부에 연락해 총통이 살아 있다는 사실을 알렸다.
펠기벨은 암살 미수 당일 체포되어 군적 (軍籍) 이 박탈되었고, 1944년 8월 10일, 인민재판소에서 피의 재판관 롤란트 프라이슬러에게 사형을 선고받았다. 게슈타포는 보다 많은 음모 가담자에 대한 정보를 수집하기 위해 아직 이용 가치가 있다고 여겨진 사람들의 처형을 연기하였고, 히틀러는 "음모자들을 즉결 재판에 회부해 신속히 처형하라"는 명령을 했지만, 그의 처형은 연기되어 그 해 9월 4일, 베를린의 플뢰첸제 형무소 (Strafgefängnis Plötzensee)에서 집행되었다.

## 매체에서의 묘사
- 2008년, 브라이언 싱어의 스릴러 발키리에서 배우이자 코메디언인 에디 이자드 (Eddie Izzard) 가 펠기벨을 연기하였다.

- 1990년, 텔레비전 영화 히틀러 살해 음모에서 베르농 도브체프가 펠기벨을 연기하였다.

## 더 읽어보기
- (영어) 7월 20일 음모 공모자 목록 (위키백과 영어판)